# 1917 год в музыке

## События
- 12 мая — в Будапеште состоялась премьера балета Белы Бартока «Деревянный принц»
- Первые джазовые записи, сделанные Original Dixieland Jass Band
- Первые афро-американские джазовые записи, сделанные Wilber Sweatman’s Band
- Эдди Кантор делает свои первые записи

## Созданные коллективы
- Основан венгерско—американский струнный «Будапештский квартет» (венг. Budapest Vonósnégyes, англ. Budapest Quartet)
- В Англии создан духовой оркестр Grimethorpe Colliery Band
- В США появился диксиленд en:Original Memphis Five
- При Южном методистском университете организован маршевый оркестр en:Southern Methodist University Mustang Band

## Родились

### Январь
- 2 января
  - Вера Зорина (ум. 2003) — немецко-норвежская танцовщица, актриса и хореограф
  - Ким Вон Гюн (ум. 2002) — корейский композитор, автор музыки государственного гимна КНДР
- 3 января
  - Пьер Дерво (ум. 1992) — французский дирижёр, композитор и педагог
  - Леон Маколифф[англ.] (ум. 1988) — американский музыкант, гитарист группы Bob Wills & His Texas Playboys
- 10 января — Джерри Векслер (ум. 2008) — американский музыкальный журналист и продюсер
- 12 января — Любомир Сагаев (ум. 2001) — болгарский музыковед и музыкальный критик
- 15 января — Тайни Тимбрелл[англ.] (ум. 1992) — канадско-американский гитарист
- 29 января — Джон Рейтт[англ.] (ум. 2005) — американский актёр и певец

### Февраль
- 11 февраля — Джон Арсези[англ.] (ум. 1983) — американский певец
- 15 февраля — Дениз Шарли[фр.] (ум. 2011) — французская оперная певица (контральто)
- 18 февраля — Дона Мэйссин[англ.] (ум. 2001) — американский хореограф
- 19 февраля — Анни де Рёвер[нидерл.] (ум. 2016) — нидерландская певица
- 25 февраля — Энтони Бёрджесс (ум. 1993) — британский писатель и композитор
- 27 февраля — Джордж Митчелл[англ.] (ум. 2002) — шотландский музыкант, создатель телепередачи The Black and White Minstrel Show[англ.]

### Март
- 2 марта
  - Деси Арнас (ум. 1986) — американский актёр, музыкант и телепродюсер кубинского происхождения
  - Джон Гарднер[англ.] (ум. 2011) — британский композитор
- 7 марта — Джанет Коллинз[англ.] (ум. 2003) — американская танцовщица, хореограф и педагог
- 12 марта — Леонард Чесс (ум. 1969) — американский музыкальный продюсер, основатель компании Chess Records
- 17 марта — Брайан Бойделл[англ.] (ум. 2000) — ирландский композитор
- 18 марта — Риккардо Бренгола[итал.] (ум. 2004) — итальянский скрипач
- 19 марта — Дину Липатти (ум. 1950) — румынский пианист
- 20 марта — Вера Линн (ум. 2020) — британская певица
- 23 марта — Оскар Шумский[англ.] (ум. 2000) — американский скрипач и дирижёр
- 26 марта — Руфус Томас (ум. 2001) — американский певец и диск-жокей
- 30 марта
  - Эльс Аарне[англ.] (ум. 1995) — эстонский композитор и педагог
  - Рудольф Бруччи (ум. 2002) — югославский и сербский композитор
- 31 марта — Дороти Делэй (ум. 2002) — американская скрипачка и музыкальный педагог

### Апрель
- 12 апреля — Хелен Форрест[англ.] (ум. 1999) — американская джазовая певица
- 15 апреля — Пьетро Гросси (ум. 2002) — итальянский визуальный художник и композитор
- 22 апреля — Иветт Шовире (ум. 2016) — французская балерина и балетный педагог
- 25 апреля — Элла Фицджеральд (ум. 1996) — американская джазовая певица
- 27 апреля — Роман Матсов (ум. 2001) — советский и эстонский дирижёр и музыкальный педагог
- 30 апреля — Би Уэйн (ум. 2017) — американская певица и радиоведущая

### Май
- 1 мая — Даниэль Дарьё (ум. 2017) — французская актриса и певица
- 14 мая — Норман Лубофф[англ.] (ум. 1987) — американский аранжировщик, издатель и руководитель хора
- 16 мая — Вера Рожа[англ.] (ум. 2010) — венгерская певица и педагог
- 22 мая — Георг Тинтнер (ум. 1999) — австрийский, новозеландский, австралийский и канадский дирижёр и композитор
- 23 мая — Татьяна Рябушинская (ум. 2000) — французская и американская балерина и балетный педагог русского происхождения
- 28 мая — Папа Джон Крич (ум. 1994) — американский скрипач

### Июнь
- 4 июня — Роберт Меррилл (ум. 2004) — американский оперный певец (баритон)
- 7 июня — Дин Мартин (ум. 1995) — американский певец и актёр
- 18 июня — Джевдет Гаджиев (ум. 2002) — советский и азербайджанский композитор и музыкальный педагог
- 19 июня — Дэйв Ламберт[англ.] (ум. 1966) — американский певец, автор песен и аранжировщик
- 29 июня
  - Ульпио Минуччи[англ.] (ум. 2007) — американский музыкант и композитор
  - Сильвия Олден Ли[англ.] (ум. 2004) — американская преподавательница вокала и концертмейстер
- 30 июня —  Лина Хорн (ум. 2010) — американская певица, танцовщица и актриса

### Июль
- 2 июля — Эрик Форделль  (ум. 1981) — финский и шведский композитор, дирижёр, пианист и музыкальный педагог
- 7 июля — Ред Совайн[англ.] (ум. 1980) — американский фолк- и кантри-певец и композитор
- 11 июля — Жюльен Франсуа Цбинден (ум. 2021) — швейцарский композитор и пианист
- 14 июля — Рошан[англ.] (ум. 1967) — индийский музыкант и композитор
- 17 июля — Само Хубад (ум. 2016) — югославский и словенский дирижёр
- 24 июля
  - Леонор Ороса[исп.] (ум. 2005) — филиппинская пианистка и танцовщица
  - Роберт Фарнон (ум. 2005) — канадский композитор, дирижёр, аранжировщик и трубач

### Август
- 3 августа — Антонио Лауро (ум. 1986) — венесуэльский гитарист и композитор
- 6 августа — Хидайят Инайят-Хан (ум. 2016) — британский и французский дирижёр и композитор
- 8 августа — Борис Гиенко (ум. 2000) — советский и узбекский композитор и музыкальный педагог
- 10 августа — Вера Дубровина (ум. 2000) — советская и российская балерина и балетный педагог
- 17 августа — Уолтер Браун[англ.] (ум. 1956) — американский блюзовый певец
- 21 августа — Христофор Хаханян (ум. 1999) — советский и российский военный дирижёр и музыкальный педагог
- 22 августа — Джон Ли Хукер (ум. 2001) — американский певец, гитарист и автор песен
- 23 августа — Текс Уильямс (ум. 1985) — американский кантри-певец и гитарист

### Сентябрь
- 5 сентября — Арт Руп (ум. 2022) — американский музыкальный продюсер, основатель лейбла Specialty Records
- 10 сентября — Марина Сабинина (ум. 2000) — советский и российский музыковед, музыкальный критик и журналист
- 13 сентября — Роберт Уорд (ум. 2013) — американский композитор
- 15 сентября — Ричард Арнелл[англ.] (ум. 2009) — британский композитор
- 30 сентября — Бадди Рич (ум. 1987) — американский джазовый барабанщик, бэнд-лидер и композитор

### Октябрь
- 7 октября — Джун Эллисон (ум. 2006) — американская певица, актриса и танцовщица
- 10 октября
  - Телониус Монк (ум. 1982) — американский джазовый пианист и композитор
  - Илья Рахлин (ум. 2002) — советский и российский театральный режиссёр, руководитель Ленинградского мюзик-холла
- 13 октября — Джордж Осмонд[англ.] (ум. 2007) — отец братьев Осмонд и их первый учитель
- 20 октября — Идрис Агаларов (ум. 1975) — советский азербайджанский оперный певец (лирический баритон)
- 21 октября
  - Уильям Адам[англ.] (ум. 2013) — американский трубач и педагог
  - Диззи Гиллеспи (ум. 1993) — американский джазовый музыкант, певец и композитор
- 24 октября — Майк Педисин[англ.] (ум. 2016) — американский джазовый саксофонист и бэнд-лидер
- 30 октября — Анна Марли (ум. 2006) — французская певица и автор песен русского происхождения

### Ноябрь
- 7 ноября
  - Тофик Кулиев (ум. 2000) — советский и азербайджанский композитор, пианист и дирижёр
  - Ховард Рамси[англ.] (ум. 2015) — американский джазовый контрабасист
- 12 ноября — Джо Стаффорд (ум. 2008) — американская певица
- 25 ноября — Франсис Лемарк (ум. 2002) — французский певец и композитор
- 26 ноября
  - Адель Джергенс (ум. 2002) — американская актриса и танцовщица
  - Несухи Эртегюн (ум. 1989) — турецко-американский музыкальный продюсер

### Декабрь
- 26 декабря — Виктор Ходяшев (ум. 2000) — советский и российский композитор, дирижёр и музыкальный педагог
- 31 декабря — Сюзи Делер (ум. 2020) — французская актриса и певица

## Скончались
- 13 января — Альберт Ниман (85) — немецкий оперный певец (тенор)
- 17 января — Виктор Глут (64) — немецкий композитор и музыкальный педагог
- январь —  Фридерика Грюн (80) — немецкая оперная певица (сопрано)
- 5 февраля — Пол Рубенс[англ.] (41) — британский автор песен и либреттист
- 10 февраля — Эмиль Пессар (73) — французский композитор
- 1 марта — Антонина Милюкова (68) — русская пианистка, вдова Петра Чайковского
- 4 марта — Юлиус Бехгаард[дат.] (73) — датский композитор
- 1 апреля — Скотт Джоплин (48) — американский пианист и композитор
- 7 апреля — Спирос Самарас (55) — греческий композитор
- 18 апреля — Эмиль Гербек (63/64) — русский виолончелист и музыкальный педагог немецкого происхождения
- 24 апреля — Рихард Валлашек (56) — австрийский музыковед
- 29 апреля
  - Луи Карл Отто Вольф (67) — немецкий дирижёр и композитор
  - Флоренс Фарр[англ.] (56) — британская актриса, певица и композитор
- 1 мая — Ганс Беккер (56) — немецкий скрипач
- 9 мая — Иван Алчевский (41) — русский оперный певец (лирико-драматический тенор)
- 20 мая — Ромильда Панталеони[итал.] (69) — итальянская оперная певица (сопрано)
- 25 мая — Эдвард Решке (63) — польский оперный певец (бас)
- 10 июня — Карл Армбрустер (70) — немецкий и британский дирижёр
- 12 июня — Мария Тереса Карреньо (63) — венесуэльско-американская пианистка, певица, композитор и дирижёр
- 13 июня — Карл Гилле (55) — немецкий дирижёр
- 29 июня — Людвиг Феликс Брандтс-Бёйс (69) — нидерландский композитор, органист и дирижёр
- 16 июля — Филипп Шарвенка (70) — немецкий композитор и педагог
- 7 августа — Бэзил Худ[англ.] (53) — британский либреттист и драматург
- 12 августа — Павел Гердт (72) — русский артист балета и балетный педагог
- 27 августа — Франц Беннат (73) — немецкий виолончелист и музыковед
- 5 сентября — Мария Ганфштенгль (69) — немецкая оперная певица (сопрано)
- 8 сентября — Шарль Лефевр[фр.] (74) — французский композитор
- 11 сентября — Эви Грин[англ.] (42) — британская актриса и певица
- 3 октября — Эдуардо ди Капуа (52) — итальянский певец и композитор
- 7 декабря — Людвиг Минкус (91) — чешский скрипач и композитор
- 9 декабря — Нэт Уиллс[англ.] (44) — американский певец, комедиант и актёр
- 29 декабря — Макс Броде (67) — немецкий скрипач и дирижёр
- без точной даты — Игнат Гончаренко (81/82) — украинский бандурист и кобзарь